# Gerhard Bigalk
Gerhard Bigalk (Berlin-Niederschönhausen, 1908. november 26. – Atlanti-óceán, 1942. július 17.) német tengeralattjáró-kapitány volt a második világháborúban. Hat hajót (31 412 brt) süllyesztett el, egyet megrongált (8096 brt).

## Pályafutása
Gerhard Bigalk 1934 áprilisában kezdte meg haditengerészeti karrierjét. Günther Prienhez hasonlóan ő is a kereskedelmi flottánál szolgált, mielőtt a Kriegsmarine-ba jelentkezett. 1935 októberében a tengerészeti repülőkötelékben felderítőkiképzést kapott, majd 1937-ben 21 harci bevetést teljesített a spanyol polgárháborúban. 1939 novemberében a szokásos kiképzés után áthelyezték a tengeralattjáró-flottillához. Rövid ideig az U–14 iskolahajó parancsnoka volt, majd 1941. januárban megkapta az U–751-et.
Hat harci bevetést sikeresen teljesített, a negyediken elsüllyesztette a Brit Királyi Haditengerészet HMS Audacity nevű kísérő repülőgép-hordozóját. Öt nappal később megkapta a Lovagkeresztet. Hetedik, utolsó őrjáratán egy brit repülőgép megsemmisítette a hajóját a spanyolországi Ortegal-foktól északnyugatra. Bigalk a legénység többi tagjával együtt hősi halált halt.

## Összegzés
| Hajója | Parancsnoki szolgálata              | Őrjáratok száma | Őrjáratok hossza (nap) | Eltalált hajók száma | Eltalált hajók vízkiszorítása (brt) |
| ------ | ----------------------------------- | --------------- | ---------------------- | -------------------- | ----------------------------------- |
| U–14   | 1940. június 2. – 1940. augusztus   | 0               | 0                      | 0                    | 0                                   |
| U–751  | 1941. január 31. – 1942. július 17. | 7               | 218                    | 7                    | 31 412                              |

## Elsüllyesztett és megrongált hajók
| Búvárhajó | Nap                | Hajó           | Nemzetisége        | Vízkiszorítása (brt) |
| --------- | ------------------ | -------------- | ------------------ | -------------------- |
| U–751     | 1941. június 14.   | St. Lindsay    | Egyesült Királyság | 5370                 |
| U–751     | 1941. december 21. | HMS Audacity** | Egyesült Királyság | 11 000               |
| U–751     | 1942. február 2.   | Corilla*       | Hollandia          | 8096                 |
| U–751     | 1942. február 4.   | Silveray       | Egyesült Királyság | 4535                 |
| U–751     | 1942. február 7.   | Empire Sun     | Egyesült Királyság | 6952                 |
| U–751     | 1942. május 16.    | Nicarao        | Egyesült Államok   | 1445                 |
| U–751     | 1942. május 19.    | Isabela        | Egyesült Államok   | 3110                 |

* A hajó nem süllyedt el, csak megrongálódott

** Hadihajó